# Yamato 000593
Yamato 000593 (o Y000593) è il secondo più grande meteorite marziano ritrovato sulla Terra. Studi hanno supposto che il meteorite risalga a 1,3 miliardi di anni fa, generato da un flusso di lava su Marte. Circa 12 milioni di anni fa si verificò un impatto astronomico che espulse il meteorite dalla superficie marziana, spedendolo nello spazio. Il meteorite cadde sulla Terra, in Antartide, circa 50.000 anni fa. È stato rinvenuto nel dicembre del 2000, durante la 41ª Japanese Antarctic Research Expedition (JARE), presso il Ghiacciaio Yamato.
Ha una massa di 13,7 kg (30 lb) e presenta alcune prove di una passata alterazione dovuta all'acqua.
A livello microscopico, nel meteorite sono state trovate delle sferule più ricche di carbonio rispetto alle aree circostanti. Nelle zone ricche di carbonio sono stati osservati dei micro-fori che, secondo gli scienziati della NASA, potrebbero essere dovuti ad un'attività biotica.